# Монтегрино (Варезе)
Монтегрино је насеље у Италији у округу Варезе, региону Ломбардија.
Према процени из 2011. у насељу је живело 19 становника. Насеље се налази на надморској висини од 377 м.